# Danbury Whalers
I Danbury Whalers sono stati una squadra di hockey su ghiaccio, di Danbury, nel Connecticut. Dalla fondazione, nel 2010, allo scioglimento, nel 2015, ha militato nella Federal Hockey League.
È stato farm team degli Elmira Jackals, squadra che milita in ECHL.
Nell'aprile 2015 fu annunciato che non sarebbe stato rinnovato l'accordo per l'utilizzo della Danbury Ice Arena. Fu pertanto dapprima annunciato che la squadra sarebbe rimasta inattiva e conseguentemente resa nota la cessione dei diritti della franchigia alla vicina città di Brewster, col nome di Stateline Whalers.
Il posto dei Whalers a Danbury fu preso dai neonati Danbury Titans.
La dirigenza cedette poi i diritti dei Whalers ai nuovi proprietari dei Titans che a Brewster fondarono i Brewster Bulldogs.